# Monsireigne
Monsireigne är en kommun i departementet Vendée i regionen Pays de la Loire i västra Frankrike. Kommunen ligger i kantonen Pouzauges som tillhör arrondissementet Fontenay-le-Comte. År 2022 hade Monsireigne 989 invånare.

## Befolkningsutveckling
Antalet invånare i kommunen Monsireigne
| Referens: INSEE |